# زبان مونته‌نگروئی
زبان مونته‌نگروئی(به مونته‌نگروئی Crnogorski jezik یا Црногорски језик) نامی‌است که به زبان صربی کرواتیای که از سوی مونته‌نگروئی‌ها تکلم‌می‌شود داده شده‌است. مونته‌نگروئی زبان رسمی مونته‌نگرو است. این زبان زیرشاخه‌ای از گویش اشتوکاوی است. برای نخستین در دههٔ ۱۹۹۰ بود که زبان به عنوان زبانی مستقل از زبان صربی شناخته‌شد و الفبای آن با دو حرف افزوده بر الفبای صربی به تصویب رسید.

## واج‌شناسی
مونته‌نگروئی همچون سایر گونه‌های صربی‌کرواتی دارای ۳۵ واج متشکل از ۲۵ همخوان و ۱۰ واکه است.

### همخوان‌ها
دستگاه همخوان‌های صربی‌کرواتی ۲۵ همخوان را در بر می‌گیرد. یک ویژگی آن حضور همخوان‌های پسالثوی و انسایشی کامی و نبود سایشی کامی است. در صربی‌کرواتی برخلاف بیشتر زبان‌های اسلاوی همچون روسی برای بسیاری از همخوان‌ها هیچ گونهٔ کامی در برابر متضاد غیرکامی آن وجود ندارد.
|         |        | لبی | دندانی/ لثوی                            | برگشته | (ششی-) کامی | نرم‌کامی |
| ------- | ------ | --- | --------------------------------------- | ------ | ----------- | ------- |
| خیشومی  | خیشومی | m   | n                                       |        | ɲ           |         |
| انسدادی | بی‌واک  | p   | Error: {{آوا}}: برچسب زبان ناشناخته: t̪  |        |             | k       |
| انسدادی | واک‌دار | b   | Error: {{آوا}}: برچسب زبان ناشناخته: d̪  |        |             | ɡ       |
| انسایشی | بی‌واک  |     | Error: {{آوا}}: برچسب زبان ناشناخته: t̪͡s̪ | t͡ʂ     | t͡ɕ          |         |
| انسایشی | واک‌دار |     |                                         | d͡ʐ     | d͡ʑ          |         |
| سایشی   | بی‌واک  | f   | Error: {{آوا}}: برچسب زبان ناشناخته: s̪  | ʂ      |             | x       |
| سایشی   | واک‌دار | v   | Error: {{آوا}}: برچسب زبان ناشناخته: z̪  | ʐ      |             |         |
| ناسوده  | مرکزی  | v   |                                         |        | j           |         |
| ناسوده  | کناری  |     | Error: {{آوا}}: برچسب زبان ناشناخته: ɫ  |        | ʎ           |         |
| لرزشی   | لرزشی  |     | r                                       |        |             |         |

### واکه‌ها
دستگاه واکه‌های صربی‌کرواتی به‌طور خلاصه متشکل از پنج واکه /a, e, i, o, u/ به دو نوع کوتاه و بلند است. گرچه در نوشتار به جز در واژه‌نامه‌ها، تفاوت میان آن‌ها نمایان نمی‌شود.
|       | پیشین                                  | پیشین                                  | مرکزی                                  | مرکزی                                  | پسین                                   | پسین                                   |
| کوتاه | بلند                                   | کوتاه                                  | بلند                                   | کوتاه                                  | بلند                                   |                                        |
| ----- | -------------------------------------- | -------------------------------------- | -------------------------------------- | -------------------------------------- | -------------------------------------- | -------------------------------------- |
| بسته  | i                                      | i:                                     |                                        |                                        | u                                      | u:                                     |
| میانی | Error: {{آوا}}: برچسب زبان ناشناخته: e̞ | Error: {{آوا}}: برچسب زبان ناشناخته: e̞ |                                        |                                        | Error: {{آوا}}: برچسب زبان ناشناخته: o̞ | Error: {{آوا}}: برچسب زبان ناشناخته: o̞ |
| باز   |                                        |                                        | Error: {{آوا}}: برچسب زبان ناشناخته: ä | Error: {{آوا}}: برچسب زبان ناشناخته: ä |                                        |                                        |

## الفبای مونته‌نگروئی
هواداران استقلال زبانی مونته‌نگرو الفبای لاتین را برای نگارش این زبان ترجیح می‌دهند، این الفبا در کنار الفبای سیریلیک برای نگارش این زبان کاربرد دارد. در زیر هر دو گونهٔ این الفبا نمایش داده شده‌است:
| لاتین   | A | B | C | Č | Ć | D | Dž | Đ | E | F | G | H | I | J | K | L | Lj | M | N | Nj | O | P | R | S | Š | T | U | V | Z | Ž |
| سیریلیک | A | Б | Ц | Ч | Ћ | Д | Џ  | Ђ | Е | Ф | Г | Х | И | Ј | К | Л | Љ  | М | Н | Њ  | О | П | Р | С | Ш | Т | У | В | З | Ж |